# 天桂山
天桂山，位於中国河北省石家莊市的西北90公里處的平山縣境內，太行山的名峰之一，主峰海拔1270米，總面積約60平方公里。2001年11月，被國家旅遊局評定為國家AAAA級旅遊區。2002年5月被中华人民共和国国务院審定公布為國家重點風景名勝區，整個景區由青龍觀中心景區和玄武峰、望海峰、銀河洞、翠屏山等八個景區組成。
1997年，為迎接香港回歸，在天桂山100多米高的峭壁之上，鐫刻了一個巨大的繁體「歸」字。此字高97.71公尺，寓香港回歸之日；寬49.1公尺，寓中華人民共和國成立之時。「歸」字的外緣總長430公尺，整幅作品5000平方米，是目前世界上最大的漢字。